# Emily Osment

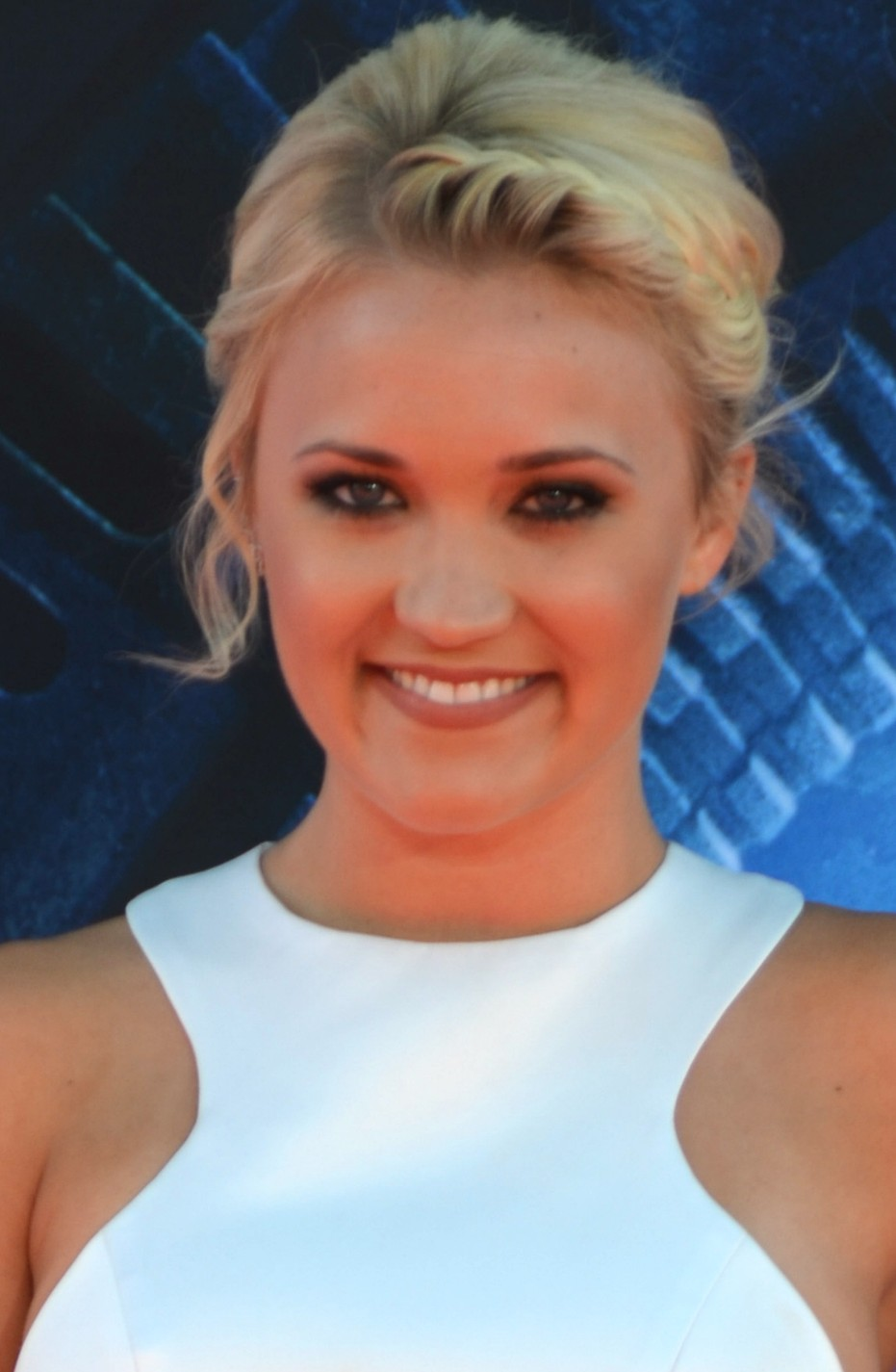
Emily Osment (Juli 2014)

Emily Jordan Osment (* 10. März 1992 in Los Angeles, Kalifornien) ist eine US-amerikanische Schauspielerin, Sängerin und Synchronsprecherin.

## Leben
Ihr Vater Michael Eugene Osment ist Schauspieler, ihre Mutter Theresa Lehrerin. Durch ihren Vater und ihren älteren Bruder, den 1999 für den Oscar nominierten Haley Joel Osment, kam sie schon früh mit der Schauspielerei in Berührung. Aufgewachsen ist sie in La Cañada Flintridge bei Los Angeles, wo sie auch zur Schule ging. Emily Osment wurde römisch-katholisch erzogen. Ab 2011 besuchte sie ein kalifornisches College. Im März 2025 reichte Osment nach 5 Monaten Ehe die Scheidung von Musiker Jack Anthony Farina ein.

## Karriere

### Film und Serie
Emily Osment hatte ihren ersten Auftritt in der Unterhaltungsbranche 1998 in einem Werbespot für die Blumenlieferfirma FTD. Nach Ende dieses Engagements trat sie noch in weiteren Werbespots auf. Ihr Schauspiel-Debüt hatte sie im Fernsehfilm The Secret Life of Girls, mit Eugene Levy und Linda Hamilton. Im selben Jahr spielte sie mit Glenn Close in Winter’s End – Wiederkehr der Liebe, dafür wurde sie mit einer Young-Artist-Award-Nominierung geehrt. Weiters hatte sie Episodenrollen in Ein Hauch von Himmel, Friends und Hinterm Mond gleich links. 2002 hatte Emily Osment ihr Kinofilm-Debüt als Gerti Giggles in Spy Kids 2 – Die Rückkehr der Superspione, der 119 Millionen US-Dollar weltweit einspielte, für den sie eine weitere Young Artist Award-Nominierung für die beste Leistung in einem Spielfilm bekam. In der Fortsetzung und vorerst letzten Teil der Spy-Kids-Trilogie Mission 3D kehrte sie für zwei kurze Szenen in ihrer Rolle zurück. 2005 war sie Synchronsprecherin im Film Lilo & Stitch 2 – Stitch völlig abgedreht.
Im Sommer 2005 bekam Osment die Rolle der Lilly Truscott in der Disney-Serie Hannah Montana, deren Drehbeginn im Herbst 2005 war. Viermal musste sie bei den Produzenten vorsprechen und zum Schluss noch eine Szene mit Miley Cyrus proben. Die Premiere vom 24. März 2006 hatte für den Disney Channel eine Rekord-Einschaltquote von 5,4 Millionen Zuschauern. Für die Serie bekam sie 2007 eine weitere Young Artist Award-Nominierung für die beste Leistung in einer Comedy oder Dramaserie. In dem Animationsfilm Holidaze: The Christmas That Almost Didn’t Happen hatte sie die Erzähler-Stimme, weiters agierten für die Synchronisation Brenda Song sowie Dylan und Cole Sprouse. Sie sang für den Film folgende Lieder: Don’t ya just Love und One Day. Sie lieh in Edwurd Fudwupper Fibbed Big einer Figur ihre Stimme. 2007 spielte Osment ein schwarzhaariges Gothic-Mädchen namens Cassie Keller in dem Teenie-Halloweenfilm R. L. Stine’s – Und wieder schlägt die Geisterstunde: Das Monster, das ich rief zusammen mit ihrem Hannah Montana-Co-Star Cody Linley die Hauptrolle. Diese Rolle brachte ihr wieder eine Nominierung für den Young Artist Award als beste Leistung in einem Fernsehfilm oder Miniserie als „Special Jung-Hauptdarstellerin“. Anschließend folgte der Gaststar-Auftritt als Synchronstimme des Stinktier-Mädchens Kelly in Disneys Shorty McShort’s Shorts. Darauf folgten die Dreharbeiten zum Fußballfilm Soccer Mom mit ihr in einer der Hauptrollen als Fußballspielerin.
Im April 2008 stuften das Parade Magazin und Forbes sie auf der Liste der „heißesten Kinderstars“ auf Platz 1 ein. Von April bis Juli 2008 stand sie für den Film Hannah Montana – Der Film vor der Kamera, danach starteten die Dreharbeiten zum Disney-Film Die Entführung meines Vaters mit ihr in der Hauptrolle als Melissa Morris. Sie spielt darin die Tochter eines Schriftstellers, die ihre Ferien mit ihm als Campingurlaub verbringen will, aber ihr Vater zu einer Fan-Convention fährt und sie nun dort festhängt. Dieser Film hatte im Februar 2009 im Disney Channel Premiere. 2009 war Osment im Crossoverfilm Die Zauberer an Bord mit Hannah Montana zu sehen und in der Zeichentrickserie Kick Buttowski – Keiner kann alles sprach sie die Stimme der Streberin Kendall. Im Februar 2010 starteten die Dreharbeiten zur vierten und letzten Staffel von Hannah Montana. 2011 hatte sie in einer Episode von Jonas L.A. eine Gastrolle, des Weiteren wirkte sie als eine der Hundestimmen in Beverly Hills Chihuahua 2 mit. Im vierten Spy-Kids-Film Spy Kids: All the Time in the World war sie wieder als Gerti Giggles kurz zu sehen. Es folgte eine Hauptrolle im ABC-Family-Jugendfilm Internet-Mobbing. In dem Herbst/Winter 2011/12 produzierten Film Beverly Hills Chihuahua 3 lieh Osment wieder eine der Hunderollen ihre Stimme. In dem Kinodrama Kiss me ist Osment in einer Nebenrolle zu sehen.
2014 übernahm Osment die Hauptrolle in der Sitcom Young & Hungry. Die Serie lief bis 2018 bei ABC Family. Zwischen 2015 und 2016 war sie in Mom zu sehen. Von 2018 bis 2019 war sie in einer Nebenrolle als Schauspielstudentin neben Michael Douglas in der von Netflix produzierten Comedyserie The Kominsky Method zu sehen. 2019 spielte sie neben Megalyn Echikunwoke und Brittany Snow in der Serie Almost Family mit, einem amerikanischen Remake der australischen Serie Sisters. Fox stellte die Serie nach 13 Folgen ein.
Nachdem Osment 2021 in fünf Folgen der fünften Staffel von Young Sheldon zu sehen war, gehörte sie in der sechsten und siebten Staffel zum Hauptcast der Serie. Seit 2024 führen sie und Montana Jordan ihre Rollen in dem namensgebenden Spin-off Georgie & Mandy fort.

### Musik

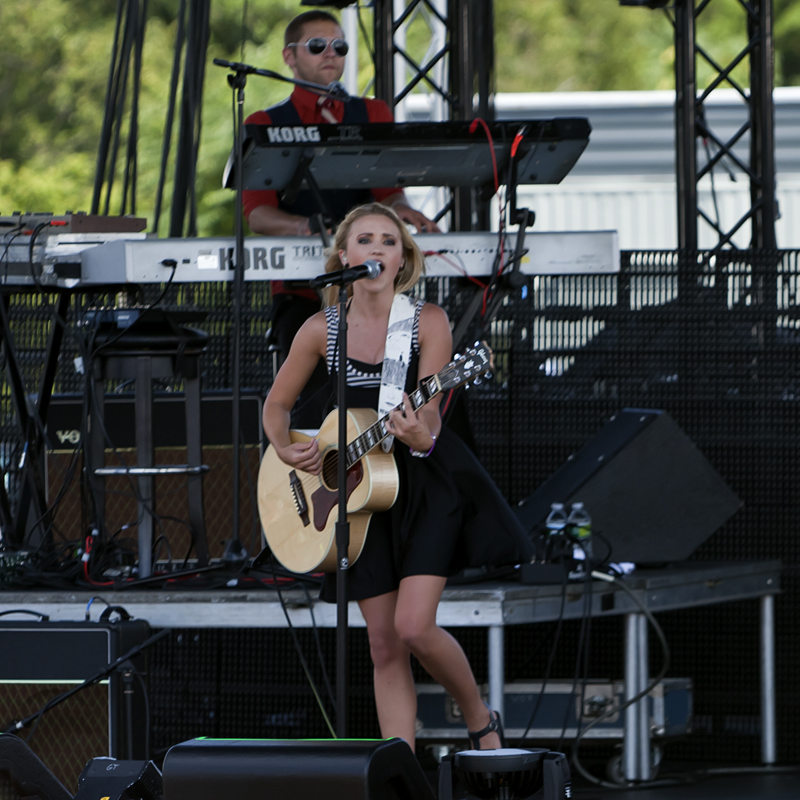
Emily Osment singt am 24. Juli 2010 auf dem New Jersey Festival of Ballooning.

Für den Film R. L. Stine’s – Und wieder schlägt die Geisterstunde: Das Monster, das ich rief nahm Osment 2007 den Titelsong I Don’t Think About It auf, das unter dem Label Hatchery erschien. Auf Radio Disney erreichte der Song Platz 3. Im selben Jahr sang sie in dem Lied You’ve Got a Friend auf dem Album Home at Last von Billy Ray Cyrus mit. Zusammen mit Mitchel Musso sang sie ein Duett-Remake von If I Didn’t Have You das auf der DisneyMania 6-CD enthalten ist. 2008 sang sie mit weiteren Disney-Stars einen Song (The Disney Channel Circle of Stars), weiters sang sie für die Dornröschen 50th-Platinum Edition ein Remake des Songs Once Upon a Dream, das zum ersten Mal am 12. September auf dem Disney Channel zu hören war. In nächster Zeit kamen weitere Film-Songs hinzu wie zum Beispiel zu Die Entführung meines Vaters. Im August 2009 brachte Osment ihre erste Single All the Way Up aus der am 26. Oktober 2009 erschienenen EP All the Right Wrongs heraus. Sie erreichte in den USA Platz 117. Im November 2009 ging Osment erstmals auf Tournee (durch die Ostküsten-Staaten der USA), am 12. Januar 2010 beendete sie den Kanada-Teil ihrer Clap Your Hands Tour auf der sie drei Stücke aus ihrem im Oktober 2010 erschienenen Album Fight or Flight erstmals sang. Im Frühling und Sommer 2010 ging Osment in Europa für das Album auf Promotiontour, wo sie auch 2 Mal für jeweils mehrere Auftritte in Deutschland unterwegs war. Fight or Flight landete in USA auf Platz 170 und erreichte in Kanada den 56. Platz. Daraus wurden die Songs Let’s Be Friends und Lovesick als Singles ausgekoppelt. Ihre letzte Tournee war von Oktober bis Dezember 2010 und ging durch Neuengland, Brasilien und den Rest der USA (insgesamt 12 Gigs). Für den Film Cyberbully nahm sie den Titelsong Drift auf, der auf ihrem angekündigten Album So In Love vertreten sein wird. Osment hat sich für den Sommer 2012 eine lange College-Auszeit genommen, um weiter an dem Album arbeiten und es fertigzustellen.
Im September 2019 veröffentlichte Osment unter dem Alias Bluebiird die EP When I Loved You. Der Name Bluebiird basiert auf einem Spitznamen, den sie in ihrer Zeit am College erhielt. Zuvor wurden aus dem Album am 8. März 2019 die Singles „Black Coffee Morning“, am 26. April 2019 „Sailor“ und am 21. Juni 2019 „Good Girl“ veröffentlicht.

## Charity/Mode-Linie
2007 unterstützte sie CosmoGirl für eine Wohltätigkeitsveranstaltung, bei der President-Shirts online versteigert wurden. Weiters designte sie für die 2lovecollection.com T-Shirts, deren Erlöse an die Make-a-Wish-Foundation und an das St. Jude Research Hospital gingen. Anfang 2008 nahm Osment am Disney Channel’s Earth Day teil, wo sie und andere Disney-Stars sich mit TreePeople trafen, um Kinder zu unterrichten, wie man der Umwelt mit kleinen Änderungen in ihren Häusern und in der Nachbarschaft helfen kann. Im selben Jahr unterzeichnete sie für eine eigene Modelinie mit einer landesweiten Kampagne unter dem Namen Smart Girls Rock von New York-based denim brand Vanilla Star.

## Filmografie (Auswahl)
Osments deutsche Standardsynchronstimme ist die der Schauspielerin Marieke Oeffinger.

### Filme und Serien
- 1998: Biba Bear (Stimme)
- 1999: The Secret Life of Girls
- 1999: Winter’s End – Wiederkehr der Liebe (Sarah, Plain and Tall: Winter’s End, Fernsehfilm)
- 1999: Hinterm Mond gleich links (3rd Rock from the Sun, Fernsehserie, Folge 5x06)
- 2000: Ein Hauch von Himmel (Touched by an Angel, Fernsehserie, Folge 6x12)
- 2001: Friends (Fernsehserie, Folge 8x06)
- 2002: Spy Kids 2 – Die Rückkehr der Superspione (Spy Kids 2: Island of Lost Dreams)
- 2003: Mission 3D (Spy Kids 3-D: Game Over)
- 2006–2011: Hannah Montana (Fernsehserie, 100 Folgen)
- 2007: R. L. Stine’s Und wieder schlägt die Geisterstunde: Das Monster, das ich rief (The Haunting Hour: Don’t Think About It)
- 2008: Soccer Mom
- 2009: Die Entführung meines Vaters (Dadnapped, Fernsehfilm)
- 2009: Hannah Montana – Der Film (Hannah Montana: The Movie)
- 2009: Zack & Cody an Bord (The Suite Life on Deck, Fernsehserie, Folge 1x21)
- 2010: Jonas L.A. (Fernsehserie, Folge 2x11)
- 2011: Internet-Mobbing (Cyberbully, Fernsehfilm)
- 2012: Allein unter Jungs (Life with Boys, Fernsehserie, Folge 1x14)
- 2013: Two and a Half Men (Fernsehserie, Folge 10x20)
- 2013–2014: Cleaners (Webserie, 18 Folgen)
- 2013: Seasick Sailor (Kurzfilm)
- 2014: Kiss Me
- 2014: A Daughter’s Nightmare (Fernsehfilm)
- 2014–2018: Young & Hungry (Fernsehserie, 71 Folgen)
- 2015: No Way Jose
- 2015–2016: Mom (Fernsehserie, 4 Folgen)
- 2016: Love Is All You Need?
- 2018: Tea Time with Mr. Patterson (Kurzfilm)
- 2018: Christmas Wonderland
- 2018–2021: The Kominsky Method (Fernsehserie, 16 Folgen)
- 2019: Almost Family (Fernsehserie, 13 Folgen)
- 2021: Pretty Smart (Fernsehserie, 10 Folgen)
- 2021: A Very Merry Bridesmaid (Fernsehfilm)
- 2021–2024: Young Sheldon (Fernsehserie)
- 2023: Stolen Baby – The Murder of Heidi Broussard (Fernsehfilm)
- seit 2024: Georgie & Mandy (Georgie & Mandy’s First Marriage, Fernsehserie)

### Synchronsprecherin
- 2000: Edwurd Fudwupper Fibbed Big (verschiedene Rollen)
- 2005: Lilo & Stitch 2 – Stitch völlig abgedreht (Lilo & Stitch 2: Stitch Has a Glitch, verschiedene Rollen)
- 2006: Holidaze: The Christmas That Almost Didn’t Happen … als Trick
- 2007: Shorty McShorts’ Shorts (Fernsehserie, Folgen 2x03 und 2x10, verschiedene Rollen)
- 2008: Surviving Sid … als Claire
- 2009–2012: Kick Buttowski – Keiner kann alles (Kick Buttowski: Suburban Daredevil, Fernsehserie) … als Kendall Perkins
- 2011: Beverly Hills Chihuahua 2 … als Pep
- 2012: Beverly Hills Chihuahua 3 – Viva La Fiesta! (Beverly Hills Chihuahua 3: Viva La Fiesta!) … als Pep
- 2012–2020: Family Guy (Fernsehserie, 24 Folgen, verschiedene Rollen)
- 2013: Der Mohnblumenberg (From Up on Poppy Hill) … als Yuko
- 2022: Dead End: Paranormal Park … als Courtney

## Diskografie
Studioalben

| Jahr | Titel Musiklabel                      | Höchstplatzierung, Gesamtwochen, AuszeichnungChartplatzierungen (Jahr, Titel, Musiklabel, Platzierungen, Wochen, Auszeichnungen, Anmerkungen) | Höchstplatzierung, Gesamtwochen, AuszeichnungChartplatzierungen (Jahr, Titel, Musiklabel, Platzierungen, Wochen, Auszeichnungen, Anmerkungen) | Höchstplatzierung, Gesamtwochen, AuszeichnungChartplatzierungen (Jahr, Titel, Musiklabel, Platzierungen, Wochen, Auszeichnungen, Anmerkungen) | Anmerkungen                            |
| Jahr | Titel Musiklabel                      | DE | UK | US | Anmerkungen                            |
| ---- | ------------------------------------- | --- | --- | --- | -------------------------------------- |
| 2010 | Fight or Flight Wind-Up Records (EMI) | — | — | US170 (1 Wo.)US | Erstveröffentlichung: 15. Oktober 2010 |

## Auszeichnungen und Nominierungen
| Tabellarische Übersicht der Auszeichnungen und Nominierungen | Tabellarische Übersicht der Auszeichnungen und Nominierungen | Tabellarische Übersicht der Auszeichnungen und Nominierungen | Tabellarische Übersicht der Auszeichnungen und Nominierungen                                                                                            | Tabellarische Übersicht der Auszeichnungen und Nominierungen |
| Jahr                                                         | Auszeichnung                                                 | Für                                                          | Kategorie | Resultat                                                     |
| ------------------------------------------------------------ | ------------------------------------------------------------ | ------------------------------------------------------------ | --- | ------------------------------------------------------------ |
| 1999                                                         | Young Artist Award                                           | Winter’s End – Wiederkehr der Liebe                          | Best Performance in a TV Movie or Pilot – Young Actress Age Ten or Under                                                                                | Nominiert                                                    |
| 2003                                                         | Young Artist Award                                           | Spy Kids 2 – Die Rückkehr der Superspione                    | Best Performance in a Feature Film – Young Actress Age Ten or Under                                                                                     | Nominiert                                                    |
| 2004                                                         | Young Artist Award                                           | Mission 3D                                                   | Best Youth Ensemble in a Feature Film (zusammen mit Bobby Edner, Courtney Jines, Matt O’Leary, Ryan Pinkston, Daryl Sabara, Alexa Vega und Robert Vito) | Nominiert                                                    |
| 2007                                                         | Young Artist Award                                           | Hannah Montana                                               | Best Performance in a TV Series (Comedy or Drama) – Supporting Young Actress                                                                            | Nominiert                                                    |
| 2008                                                         | Young Artist Award                                           | Hannah Montana                                               | Best Young Ensemble Performance in a TV Series (zusammen mit Miley Cyrus, Mitchel Musso, Moisés Arias und Cody Linley)                                  | Nominiert                                                    |
| 2008                                                         | Young Artist Award                                           | R. L. Stine – Und wieder schlägt die Geisterstunde           | Best Performance in a TV Movie, Miniseries or Special – Leading Young Actress                                                                           | Nominiert                                                    |
| 2009                                                         | Young Artist Award                                           | Hannah Montana                                               | Best Performance in a TV Series (Comedy or Drama) – Supporting Young Actress                                                                            | Nominiert                                                    |
| 2009                                                         | Teen Choice Award                                            | Hannah Montana                                               | Choice TV Sidekick | Gewonnen                                                     |
| 2009                                                         | Teen Choice Award                                            | Hannah Montana – Der Film                                    | Choice Movie Fresh Face Female | Nominiert                                                    |
| 2010                                                         | People’s Choice Award                                        | Sie selbst                                                   | Favorite Breakout Movie Actress | Nominiert                                                    |
| 2010                                                         | Bravo Otto                                                   | Sie selbst                                                   | Shooting Star des Jahres | Gewonnen                                                     |
| 2012                                                         | Prism Award                                                  | Internet-Mobbing                                             | Performance in a TV Movie or Miniseries | Gewonnen                                                     |
| 2013                                                         | Gemini Award                                                 | Internet-Mobbing                                             | Best Performance by an Actress in a Leading Role in a Dramatic Program or Mini-Series                                                                   | Gewonnen                                                     |
| 2019                                                         | Screen Actors Guild Award                                    | The Kominsky Method                                          | Bestes Schauspielensemble in einer Comedyserie | Nominiert                                                    |